# Di chuyển sông
Di chuyển sông là quá trình địa mạo liên quan đến việc di chuyển bên của một sông phù sa qua bãi bồi của nó. Quá trình này chủ yếu được thúc đẩy bởi sự kết hợp của xói mòn bờ và lắng đọng điểm cồn theo thời gian. Khi đề cập đến việc di chuyển sông, nó thường liên quan đến các dòng chảy uốn khúc. Trong các sông phân dòng, sự thay đổi của dòng sông được thúc đẩy bởi quá trình vận chuyển trầm tích.

## Quá trình vật lý

### Xói mòn bờ
Khi dòng chảy chảy vào bờ sông phù sa, lực ly tâm được tạo ra bởi uốn cong tạo ra dòng chảy helicoidal, một dòng chảy giống như hình dạng nút chai, điều khiển quá trình thủy lực tác động lên bờ đối diện. Đây là nơi xảy ra quá trình chính trong di chuyển của sông của xói mòn bờ. Thông thường bờ sẽ bị cắt xén, một kết quả khác của dòng chảy helicoidal, dẫn đến việc tạo ra các bờ bị cắt. Các yếu tố hạn chế tốc độ xói mòn ngân hàng bao gồm tốc độ lắng đọng của các điểm cồn, công suất dòng và ứng suất cắt quan trọng của lòng suối.

### Lắng đọng điểm cồn
Các trầm tích được lấy từ bờ trong quá trình xói mòn bờ được lắng đọng ở phía đối diện của sông thúc đẩy quá trình gọi là lắng đọng điểm cồn. Dòng chảy helicoidal cũng đóng một vai trò trong quá trình này bằng cách hoạt động như một thành phần kênh chéo để di chuyển trầm tích sang phía bên kia. Các quá trình lắng đọng điểm cồn và xói mòn bờ được đan xen và trong hầu hết các trường hợp, tốc độ xói mòn của các bờ bị cắt bằng với tốc độ lắng đọng của các điểm cồn. Ngoài ra, các điểm cồn đóng vai trò là vật cản địa hình một khi được hình thành khiến cho dòng chảy tiếp theo vào bờ đối diện, tạo ra một vòng phản hồi tích cực. Điều này dẫn đến sự uốn khúc của một dòng sông phù sa ngày càng được xác định rõ hơn theo thời gian.

## Tính năng đặc trưng
Các đặc điểm điển hình được tìm thấy trong di chuyển kênh sông là các điểm cồn, bờ cắt, khúc quanh, bãi bồi và hồ oxbow.

## Đo lường và mô hình hóa
Kỹ thuật được sử dụng để đo việc di chuyển sông khác nhau giữa các mốc thời gian khác nhau. Trong quy mô thời gian dài, bằng chứng trầm tích, bằng chứng thực vật và các nguồn lịch sử được sử dụng. Trong các thang đo thời gian trung gian, việc tái định hình phẳng và lặp lại nhiều lần được sử dụng. Trong quy mô thời gian ngắn, chụp ảnh trên mặt đất và ghim các điểm xói mòn được sử dụng.
Để mô tả mô hình di chuyển sông theo thời gian, các chức năng trực giao của các quá trình xói mòn có thể được tạo ra cho các điểm cồn riêng lẻ phức tạp. Các hàm trực giao có thể được sử dụng để chỉ ra trực tiếp con đường mà các kênh có thể đi trong các lần di chuyển. Việc mô hình hóa các mẫu uốn khúc có thể hữu ích trong nhiều ứng dụng vật lý.